# Aisha Praught-Leer
Aisha Praught-Leer (* 14. Dezember 1989 in Moline, Vereinigte Staaten) ist eine jamaikanische Mittelstrecken- und Hindernisläuferin.

## Sportliche Laufbahn
Die in den Vereinigten Staaten geborene Aisha Praught-Leer startete bis einschließlich 2014 bei US-amerikanischen Meisterschaften. 2015 erlangte sie die jamaikanische Staatsbürgerschaft, nachdem sie zwei Jahre zuvor ihren biologischen Vater ausfindig gemacht hatte. Für Jamaika startend sammelte sie bei den Weltmeisterschaften 2015 in Peking erste internationale Erfahrungen, bei denen sie im Vorlauf disqualifiziert wurde. Im Jahr darauf nahm sie erstmals an den Olympischen Spielen in Rio de Janeiro teil und belegte dort in 9:34,20 min im Finale den 14. Platz. 2017 gelangte sie bei den Weltmeisterschaften in London bis in das Finale, in dem sie aber erneut disqualifiziert wurde. 2018 nahm sie im 1500-Meter-Lauf an den Hallenweltmeisterschaften in Birmingham teil und belegte dort in 4:12,86 min den sechsten Platz. Anschließend siegte sie bei den Commonwealth Games im australischen Gold Coast in 9:21,00 min im Hindernislauf. Bei den Panamerikanischen Spielen 2019 in Lima gewann sie mit einer Zeit von 4:08,26 min die Silbermedaille über 1500 Meter hinter der US-Amerikanerin Nikki Hiltz. Anschließend schied sie bei den Weltmeisterschaften in Doha mit 4:09,81 min im Vorlauf über 1500 m aus. 2021 startete sie über 1500 m bei den Olympischen Spielen in Tokio teil und kam dort mit 4:15,31 min nicht über die Vorrunde hinaus. 
2023 belegte sie bei den Panamerikanischen Spielen in Santiago de Chile in 16:23,06 min den sechsten Platz über 5000 Meter.
In den Jahren 2015 und 2021 wurde Praught-Leer Jamaikanische Meisterin im 1500-Meter-Lauf. Sie ist seit dem 17. Oktober 2016 mit dem US-amerikanischen Mittelstreckenläufer Will Leer verheiratet und startet seitdem unter dem Namen Praught-Leer.

## Persönliche Bestzeiten
- 1500 Meter: 4:05,52 min, 10. Mai 2015 in Kawasaki
  - 1500 Meter (Halle): 4:04,95 min, 10. Februar 2018 in Boston (jamaikanischer Rekord)
- Meile: 4:26,14 min, 12. Juli 2019 in Monaco
  - Meile (Halle): 4:31,48 min, 4. Februar 2023 in Boston
- 3000 Meter: 8:53,43 min, 11. Juli 2017 in Luzern
  - 3000 Meter (Halle): 8:41,10 min, 3. Februar 2018 in New York City (jamaikanischer Rekord)
- 3000 m Hindernis: 9:14,09 min, 31. August 2018 in Brüssel (jamaikanischer Rekord)
- 5000 Meter: 15:07,50 min, 16. Mai 2019 in Los Angeles (jamaikanischer Rekord)